# Курінний Микола Іванович
Микола Іванович Курінний (6 січня 1947, Лисичанськ, Луганська область, УРСР — 14 жовтня 2020) — радянський футболіст, виступав на позиціях нападника та захисника. Майстер спорту СРСР з 1969 року. У складі «Суднобудівника» виходив на поле в півфінальному матчі Кубку СРСР 1969.

## Кар'єра гравця
Футбольну кар'єру розпочав 1965 року в аматорському колективі «Шахтар» (Лисичанськ). У команді майстрів розпочав кар'єру в «Шахтарі» (Кадіївка). У 1968 році на запрошення Юрія Войнова перейшов в миколаївський «Суднобудівник». У першому ж сезоні брав участь в перехідному турнірі за місце у вищій лізі. У 1969 році виходив на поле в півфінальному матчі Кубку СРСР проти львівських «Карпат». За високі спортивні досягнення в цьому сезоні всі гравці команди отримали звання майстрів спорту СРСР. У 1970-1972 роках грав у складі сєверодонецького «Хіміка». Потім грав за спортивний клуб Київського військового округу (в той період — СК «Чернігів»), команду «Кривбас» (Кривий Ріг). У 1975 році Курінний повернувся в Сєвєродонецьк. Перейшов на тренерську роботу. Тренував дитячі команди. Також на аматорському рівні продовжував грати за «Хімік» (Рубіжне) та «Шахтар» (Лисичанськ). З 1997 року тренер сєверодонецького «Хіміка».

## Досягнення

### Як гравця
«Хімік» (Сєвєродонецьк)
- Клас Б, УРСР
  -  Чемпіон (1): 1970

### Тренер
«Хімік» (Сєвєродонецьк)
- Чемпіонат Луганської області
  -  Срібний призер (2): 2007, 2008

- Кубок Луганської області
  -  Фіналіст (1): 2013